# Cinemagramm

Beispiel für ein Cinemagramm: ein Standbild, bei dem sich die Grashalme im Vordergrund leicht bewegen.

Cinemagramme sind Standbilder, die eine oft kleine, sich wiederholende Bewegung enthalten. Sie erscheinen dem Betrachter eher als Bild statt als ein kurzes Video.
Cinemagramme werden erzeugt, indem eine Serie von Fotografien oder ein Video aufgenommen werden und mit Bildbearbeitungssoftware in eine sich endlos wiederholende Bildfolge gesetzt werden. Sie werden meist als animierte GIF-Datei veröffentlicht, in denen neben dem feststehenden Bildteil auch die sich bewegenden Teile als Animation enthalten sind.
Der Ausdruck Cinemagramm (engl.: cinemagraph) wurde von den US-amerikanischen Fotografen Kevin Burg und Jamie Beck geprägt, die seit Anfang 2011 mit dieser Technik vor allem ihre Modefotografien animieren. Diese Technik ist aber nicht deren Erfindung. So wurde z. B. schon 2008 mit dieser Technik Werbung für das Computerspiel Mirror’s Edge gestaltet.